# Lucas Papademos
Lucas Papademos  (Grieks: Λουκάς Παπαδήμος, Loukas Papadimos [luˈkas papaˈðimos]) (Athene, 11 oktober 1947) is een Griekse econoom, centraal bankier en politicus. Van 2002 tot 2010 was hij vicepresident van de Europese Centrale Bank. Van 11 november 2011 tot 17 mei 2012 was hij premier van Griekenland.

## Academia
Papademos studeerde natuurkunde aan het Massachusetts Institute of Technology (1970), behaalde een master in electrical engineering aldaar in 1972 en promoveerde in 1978 in de economie. Van 1975 tot 1984 doceerde hij economie aan Columbia University en van 1988 tot 1993 aan de Universiteit van Athene.
Sinds 1998 is hij lid van de Trilaterale Commissie. Hij is ook lid van de Academie van Athene en heeft diverse artikelen gepubliceerd op marco-economisch gebied: over de structuur en het functioneren van financiële markten, monetaire analyse en beleid. Ook publiceerde hij op het gebied van economische prestatie, financiële stabiliteit en economisch beleid in de Europese Unie.
Voordat hij premier werd was hij hoogleraar Internationale Financiën aan de Harvard-universiteit.

## Centrale bankier
In 1980 was Papademos enige tijd senior economist bij de Federal Reserve Bank of Boston en in 1985 werd hij Chief economist bij de Bank van Griekenland. In 1993 werd hij daar benoemd tot ondergouverneur, en in 1994 tot gouverneur. Als gouverneur was hij verantwoordelijk voor de overgang van de drachme naar de euro.
In 2002 stapte hij over naar de Europese Centrale Bank. Hij was vanaf 1 juni 2002 tot en met 1 juni 2010 vicevoorzitter van de Europese Centrale Bank onder Jean-Claude Trichet en werd opgevolgd door Vítor Constâncio.
Vanwege zijn bewezen diensten is Papademos erevoorzitter van de Griekse centrale bank.

## Premier
Na moeizame onderhandelingen werd op 11 november 2011 Papademos de nieuwe premier van Griekenland. Hij leidde een overgangsregering met PASOK, Nea Dimokratia en de Laikos Orthodoxos Sunagermos (LAOS). Deze regering werd gevormd nadat Giorgios Papandreou, van wie hij de laatste jaren adviseur geweest is, was afgetreden.

Op 17 mei 2012 trad Papadimos af en werd opgevolgd door de interim-premier Panagiotis Pikrammenos, voorzitter van de Griekse Raad van State.
Op 25 mei 2017 raakte Papademos gewond bij een aanslag, toen een bombrief tot ontploffing kwam in zijn auto. Ook zijn chauffeur raakte gewond.
- Bibliothèque nationale de France: cb12278151b (data)
- Catàleg d'autoritats de noms i títols de Catalunya: 981058530696006706
- CiNii: DA05052996
- Gemeinsame Normdatei: 132395371
- International Standard Name Identifier: 0000 0000 7832 3054
- Library of Congress Control Number: nr91008937
- Mathematics Genealogy Project: 240735
- Nationale Bibliotheek van Tsjechië: kv2006277168
- Nationale Bibliotheek van Israël: 987007605510205171
- Nederlandse Thesaurus van Auteursnamen: 082114927
- Parlement.com: viucgcdpsfz1
- SNAC: w6pq4x2v
- Système universitaire de documentation: 031597645
- Virtual International Authority File: 84507516
- WorldCat: E39PBJkHmB3cYr4C3yMyhPkxDq